# Utricularia breviscapa
Utricularia breviscapa este o specie de plante carnivore din genul Utricularia, familia Lentibulariaceae, ordinul Lamiales, descrisă de John Wright și August Heinrich Rudolf Grisebach. Conform Catalogue of Life specia Utricularia breviscapa nu are subspecii cunoscute.